# Aprilia RSW-2 500
La Aprilia RSW-2 500 (también conocida como la RSW 500) es una motocicleta de carreras que fue desarrollada por Aprilia para competir entre las temporadas 1994 y 2000 (con una ausencia en 1998) del Campeonato del Mundo de Motociclismo.

## Historia
A mediados de la década de 1990, el entonces ingeniero jefe del departamento de carreras de Aprilia, Jan Witteveen, hizo cálculos comparativos entre el rendimiento en las curvas de las motos de 500 cc y 250 cc: detectó que en el cuarto de litro, gracias a la mayor velocidad permitida por su chasis, lograban obtener tiempos de vuelta más rápidos que con las más potentes motocicletas de medio litro. Por lo tanto, Witteveen pensó que si una 250 cc hubiera tenido un motor más potente para recuperar la desventaja en la aceleración y la velocidad máxima a lo largo de las rectas, teóricamente habría tenido la oportunidad de competir contra las motocicletas de la clase reina. Con la ventaja del peso garantizado por la reglamentación (105 kg de peso mínimo para los bicilindricas contra los 130 kg de la tetraciclindricas), el ingeniero holandés se puso a trabajar para demostrar la validez de su teoría.
Inicialmente, la RSW-2 500 era una versión mejorada de la RSV 250, una motocicleta utilizada por la casa de Noale en el campeonato de 250 cc, cuyo desplazamiento se elevó inicialmente hasta los 410 cm³; hacia el final de la temporada de 1996 se elevó a 430 cm³, luego a mediados de la temporada 1997 se volvió a elevar a 460 cm³, bajo el mando de Doriano Romboni. Romboni le dio a Aprilia su primer podio en la clase reina al terminar en la tercera posición en el Gran Premio de los Países Bajos. 
En 1998, la motocicleta no corrió debido a la creación de un nuevo motor, lo que permitió en 1999 volver a la pista con un motor de 500 cm³, así como una válvula RAVE en el escape controlado electrónicamente. La motocicleta fue confiada a Tetsuya Harada. Esta fue la mejor temporada de un piloto de la marca de Noale, Harada consiguió dos podios en Francia y en Gran Bretaña, además de conseguir la primera pole position de Aprilia en 500 cc en el Gran Premio de Italia. Harada terminó la temporada con 104 puntos siendo el primer y único piloto en superar la barrera de los 100 puntos con esta motocicleta.
En 2000, Aprilia puso dos motocicletas en la parrilla, conducidas por Harada y Jeremy McWilliams. La última evolución tenía un marco de viga de aluminio con doble inclinación, una horquilla invertida Öhlins de 42 mm y un sistema progresivo APS con amortiguador Öhlins en un basculante de carbono; ambas suspensiones fueron completamente ajustables. El sistema de frenado estaba equipado con un doble disco de carbono en la parte delantera y un solo disco de acero de 190 mm en la parte trasera, y las llantas estaban hechas de aleación de magnesio. Esta temporada consiguieron de la mano de Jeremy McWilliams dos podios en Italia y Gran Bretaña y una pole position en la última carrera de la temporada en Australia.
La RSW-2 500 no tuvo mucho éxito en la clase reina. Aunque era una motocicleta muy ágil, con un peso total de 110 kg, como la Honda NSR500V, contra los 130 kg de las tetraciclindricas, nunca logró competir seriamente contra las 4 cilindros: la Aprilia tenía una potencia de aproximadamente 140 CV a 11.500 rpm, frente a los 200 CV de las 4 cilindros; los últimos modelos producidos fueron equipados con inyector para inyección indirecta.
Después del cierre del proyecto RSW-2 500, Aprilia regresó a la clase reina en 2002, dada la introducción de la nueva clase MotoGP en lugar de las antiguas 500 cc, con la RS Cube.

## Resultados

### Campeonato del Mundo de Motociclismo
(Clave) (negrita indica pole position) (cursiva indica vuelta rápida)

| Año  | Equipo                    | N.º | Piloto              | 1   | 2   | 3   | 4   | 5   | 6   | 7   | 8   | 9   | 10  | 11  | 12  | 13  | 14  | 15  | 16  | Puntos | CP   | Puntos | CC  |
| ---- | ------------------------- | --- | ------------------- | --- | --- | --- | --- | --- | --- | --- | --- | --- | --- | --- | --- | --- | --- | --- | --- | ------ | ---- | ------ | --- |
| 1994 |                           |     |                     | AUS | MAL | JPN | ESP | AUT | GER | NED | ITA | FRA | GBR | CZE | USA | ARG | EUR |     |     |        |      |        |     |
| 1994 | Aprilia Racing Team       | 13  | Loris Reggiani      |     |     |     | 9   | Ret | Ret | Ret | Ret |     |     |     |     |     | Ret |     |     | 7      | 24.º | 7      | 7.º |
| 1995 |                           |     |                     | AUS | MAL | JPN | ESP | GER | ITA | NED | FRA | GBR | CZE | RÍO | ARG | EUR |     |     |     |        |      |        |     |
| 1995 | Aprilia Racing Team       | 13  | Loris Reggiani      | 11  | 8   | 10  | Ret | 9   | 8   | 9   | Ret | Ret | 7   | Ret | Ret | 7   |     |     |     | 59     | 10.º | 59     | 5.º |
| 1996 |                           |     |                     | MAL | IND | JPN | ESP | ITA | FRA | NED | GER | GBR | AUT | CZE | IMO | CAT | RÍO | AUS |     |        |      |        |     |
| 1996 | IP Aprilia Racing Team    | 15  | Doriano Romboni     | Ret | 11  | 7   | Ret | 9   | Ret | Ret | Ret |     |     |     | 14  | WD  |     |     |     | 23     | 19.º | 24     | 6.º |
| 1996 | IP Aprilia Racing Team    | 29  | Marcellino Lucchi   |     |     |     |     |     |     |     |     |     | 18  | 15  |     |     |     |     |     | 1      | 32.º | 24     | 6.º |
| 1997 |                           |     |                     | MAL | JPN | ESP | ITA | AUT | FRA | NED | IMO | GER | RÍO | GBR | CZE | CAT | IND | AUS |     |        |      |        |     |
| 1997 | IP Aprilia Racing Team    | 19  | Doriano Romboni     |     |     | 6   | 11  | 10  | 11  | 3   | Ret | 5   | 7   | 7   | Ret | 10  | 10  | 11  |     | 88     | 10.º | 88     | 4.º |
| 1997 | IP Aprilia Racing Team    | 39  | Alessandro Gramigni | Ret | DNS |     |     |     |     |     |     |     |     |     |     |     |     |     |     | 0      | NC   | 88     | 4.º |
| 1999 |                           |     |                     | MAL | JPN | ESP | FRA | ITA | CAT | NED | GBR | GER | CZE | IMO | VAL | AUS | RSA | RÍO | ARG |        |      |        |     |
| 1999 | Aprilia Grand Prix Racing | 31  | Tetsuya Harada      | 13  | Ret | Ret | 3   | 4   | 4   | 11  | 3   | 7   | 5   | 13  | 11  | Ret | 15  | 12  | 11  | 104    | 10.º | 104    | 4.º |
| 2000 |                           |     |                     | RSA | MAL | JPN | ESP | FRA | ITA | CAT | NED | GBR | GER | CZE | POR | VAL | RÍO | PAC | AUS |        |      |        |     |
| 2000 | Blu Aprilia Team          | 31  | Tetsuya Harada      | Ret | 12  | Ret | 11  | 10  | Ret | 9   | 12  | Ret | Ret | 14  | 14  | Ret | 13  | 13  | 14  | 38     | 16.º | 94     | 4.º |
| 2000 | Blu Aprilia Team          | 99  | Jeremy McWilliams   | Ret | 10  | 8   | Ret | 12  | 3   | 12  | Ret | 3   | Ret | 9   | 11  | Ret | Ret | 14  | 8   | 76     | 14.º | 94     | 4.º |